# Tornei di tennis maschili nel 1902
Prima della nascita della cosiddetta "Era Open" del tennis, ossia l'apertura ai tennisti professionisti degli eventi più importanti, tutti i tornei erano riservati ad atleti dilettanti. Nel 1902 tutti i tornei erano amatoriali, tra questi c'erano i tornei del Grande Slam: il Campionato francese di tennis, il Torneo di Wimbledon, e gli U.S. National Championships.

## Calendario

### Gennaio
Nessun evento

### Febbraio
| Settimana   | Torneo                                                                     | Vincitore                           | Finalista           | Semifinalisti | Eliminati ai quarti |
| ----------- | -------------------------------------------------------------------------- | ----------------------------------- | ------------------- | ------------- | ------------------- |
| 28 febbraio | South Australian Championships 1902 Adelaide, Australia Singolare - Doppio | Cecil Vincent Heath 2-6 6-2 6-1 6-3 | Robert George Bowen |               |                     |
| 28 febbraio | South Australian Championships 1902 Adelaide, Australia Singolare - Doppio |                                     |                     |               |                     |

### Marzo
| Settimana | Torneo                                                               | Vincitore                                | Finalista                             | Semifinalisti | Eliminati ai quarti |
| --------- | -------------------------------------------------------------------- | ---------------------------------------- | ------------------------------------- | ------------- | ------------------- |
| 1º marzo  | US Indoors 1902 New York, USA Singolare - Doppio                     | Jahial Parmly Paret 4–6 9–7 1–6 8–6 6–4  | Wylie Grant                           |               |                     |
| 1º marzo  | US Indoors 1902 New York, USA Singolare - Doppio                     | Robert Leroy Wylie Grant 6-4 3-6 6-1 6-3 | Oviedo Mesick Bostwick Calhoun Cragin |               |                     |
| 7 marzo   | Monte Carlo Cup 1902 Monte Carlo, Monte Carlo Singolare - Doppio     | Reginald Doherty 6-4 6-4 6-3             | George Whiteside Hillyard             |               |                     |
| 7 marzo   | Monte Carlo Cup 1902 Monte Carlo, Monte Carlo Singolare - Doppio     |                                          |                                       |               |                     |
| 18 marzo  | South of France Championships 1902 Nizza, Francia Singolare - Doppio | Laurence Doherty walkover                | Reginald Doherty                      |               |                     |
| 18 marzo  | South of France Championships 1902 Nizza, Francia Singolare - Doppio | Laurence Doherty Reginald Doherty        |                                       |               |                     |
| 29 marzo  | Riviera Championships 1902 Mentone, Francia Singolare - Doppio       | Willie Lemaire de Warzeé 3-6 6-2 6-4 7-5 | Charles Gladstone Allen               |               |                     |
| 29 marzo  | Riviera Championships 1902 Mentone, Francia Singolare - Doppio       |                                          |                                       |               |                     |

### Aprile
| Settimana | Torneo                                                                            | Vincitore                          | Finalista      | Semifinalisti | Eliminati ai quarti |
| --------- | --------------------------------------------------------------------------------- | ---------------------------------- | -------------- | ------------- | ------------------- |
| aprile    | French Covered Court Championships 1902 Parigi, Francia Singolare - Doppio        | Josiah Ritchie 5-7 7-9 6-3 6-2 6-3 | Max Décugis    |               |                     |
| aprile    | French Covered Court Championships 1902 Parigi, Francia Singolare - Doppio        |                                    |                |               |                     |
| 26 aprile | British Covered Court Championships 1902 Londra, Gran Bretagna Singolare - Doppio | Laurence Doherty 6-4 6-3 5-7 6-3   | Josiah Ritchie |               |                     |
| 26 aprile | British Covered Court Championships 1902 Londra, Gran Bretagna Singolare - Doppio |                                    |                |               |                     |

### Maggio
| Settimana | Torneo                                                                        | Vincitore                                           | Finalista                        | Semifinalisti | Eliminati ai quarti |
| --------- | ----------------------------------------------------------------------------- | --------------------------------------------------- | -------------------------------- | ------------- | ------------------- |
| Maggio    | Irish Championships 1902 Dublino, Irlanda Singolare - Doppio                  | Laurence Doherty walkover                           | Reginald Doherty                 |               |                     |
| Maggio    | Irish Championships 1902 Dublino, Irlanda Singolare - Doppio                  |                                                     |                                  |               |                     |
| 11 maggio | Swedish Covered Court Championships 1902 Stoccolma, Svezia Singolare - Doppio | Josiah Ritchie 6-1 6-1 6-4                          | Carl Gunnar Emanuel Setterwall   |               |                     |
| 11 maggio | Swedish Covered Court Championships 1902 Stoccolma, Svezia Singolare - Doppio |                                                     |                                  |               |                     |
| 31 maggio | Southern Championships 1902 Washington, USA Singolare - Doppio                | Raymond Little 6-2 6-3 6-3                          | Franklin Geogbegan               |               |                     |
| 31 maggio | Southern Championships 1902 Washington, USA Singolare - Doppio                | Jahial Parmly Paret Wylie Cameron Grant 7-5 6-4 6-2 | John C. Davidson L.W. Glazebrook |               |                     |

### Giugno
| Settimana | Torneo                                                                       | Vincitore                                       | Finalista                         | Semifinalisti | Eliminati ai quarti |
| --------- | ---------------------------------------------------------------------------- | ----------------------------------------------- | --------------------------------- | ------------- | ------------------- |
| 7 giugno  | Middlesex Championships 1902 Chiswick Park, Gran Bretagna Singolare - Doppio | George Greville 6-2 6-0 6-2                     | Roderick James McNair             |               |                     |
| 7 giugno  | Middlesex Championships 1902 Chiswick Park, Gran Bretagna Singolare - Doppio |                                                 |                                   |               |                     |
| 14 giugno | Kent Championships 1902 Beckenham, Gran Bretagna Singolare - Doppio          | Laurence Doherty 6-4 6-0 6-3                    | George Miéville Simond            |               |                     |
| 14 giugno | Kent Championships 1902 Beckenham, Gran Bretagna Singolare - Doppio          |                                                 |                                   |               |                     |
| 21 giugno | New England Championships 1902 New Haven, USA Singolare - Doppio             | Clarence Hobart 6-4 6-0 6-3                     | James Terry                       |               |                     |
| 21 giugno | New England Championships 1902 New Haven, USA Singolare - Doppio             | Howard James Terry 4-6 6-3 4-6 6-4 6-3          | George Henry Nettleton Curtis     |               |                     |
| 21 giugno | Northern Championships 1902 Liverpool, Gran Bretagna Singolare - Doppio      | Sydney Howard Smith 7-5 7-5 3-6 10-8            | Harold Mahony                     |               |                     |
| 21 giugno | Northern Championships 1902 Liverpool, Gran Bretagna Singolare - Doppio      |                                                 |                                   |               |                     |
| 28 giugno | Metropolitan Grass Court Championships 1902 New York, USA Singolare - Doppio | Harold Hackett 6-1 6-4 6-2                      | Raymond Little                    |               |                     |
| 28 giugno | Metropolitan Grass Court Championships 1902 New York, USA Singolare - Doppio | Harold Hackett Edwin Philip Fischer 8-6 6-3 6-2 | Semp Russ J.C. Cresson            |               |                     |
| 28 giugno | Campionato francese di tennis 1902 Parigi, Francia Singolare - Doppio        | Marcel Vacherot 6-4, 6-2                        | Max Décugis                       |               |                     |
| 28 giugno | Campionato francese di tennis 1902 Parigi, Francia Singolare - Doppio        | Max Décugis J. Worth                            |                                   |               |                     |
| 30 giugno | Torneo di Wimbledon 1902 Londra, Gran Bretagna Singolare - Doppio            | Laurence Doherty 6-4 6-3 3-6 6-0                | Arthur Gore                       |               |                     |
| 30 giugno | Torneo di Wimbledon 1902 Londra, Gran Bretagna Singolare - Doppio            | Sidney Smith Frank Riseley 4-6 8-6 6-3 4-6 11-9 | Reginald Doherty Laurence Doherty |               |                     |

### Luglio
| Settimana | Torneo                                                                          | Vincitore                                                  | Finalista                                  | Semifinalisti | Eliminati ai quarti |
| --------- | ------------------------------------------------------------------------------- | ---------------------------------------------------------- | ------------------------------------------ | ------------- | ------------------- |
| 5 luglio  | California State Championships 1902 San Rafael, USA Singolare - Doppio          | George Whitney 6-1 7-5 6-8 6-2                             | Robert Whitney                             |               |                     |
| 5 luglio  | California State Championships 1902 San Rafael, USA Singolare - Doppio          |                                                            |                                            |               |                     |
| 5 luglio  | Middle States Championships 1902 Mountain Station, USA Singolare - Doppio       | Holcombe Ward 6-1 8-10 7-5 6-4                             | Montgomery Ogden                           |               |                     |
| 5 luglio  | Middle States Championships 1902 Mountain Station, USA Singolare - Doppio       | Holcombe Ward Dwight Davis 7-5 6-2 6-2                     | Raimond Little Alexander                   |               |                     |
| 12 luglio | Welsh Championships 1902 Newport, Gran Bretagna Singolare - Doppio              | Sydney Howard Smith 4-6 8-6 6-3 6-3                        | John Mycroft Boucher                       |               |                     |
| 12 luglio | Welsh Championships 1902 Newport, Gran Bretagna Singolare - Doppio              |                                                            |                                            |               |                     |
| 12 luglio | Canadian Championships 1902 Niagara Falls, Canada Singolare - Doppio            | Beals Wright 6-3, 6-3, 3-6, 6-1                            | Irving Christian Wright                    |               |                     |
| 12 luglio | Canadian Championships 1902 Niagara Falls, Canada Singolare - Doppio            | Irving Christian Wright Beals Coleman Wright 6-1, 6-1, 6-4 | Edwin P. Fischer Francis Hunter            |               |                     |
| 19 luglio | Queen's Club Championships 1902 Londra, Gran Bretagna Singolare - Doppio        | Josiah Ritchie 6-3 6-4 6-0                                 | Charles Simond                             |               |                     |
| 19 luglio | Queen's Club Championships 1902 Londra, Gran Bretagna Singolare - Doppio        |                                                            |                                            |               |                     |
| 19 luglio | Warwickshire Championships 1902 Leamington, Gran Bretagna Singolare - Doppio    | John Mycroft Boucher 6-1 6-3 6-1                           | Frederick Augustus L’Estrange Burgess      |               |                     |
| 19 luglio | Warwickshire Championships 1902 Leamington, Gran Bretagna Singolare - Doppio    |                                                            |                                            |               |                     |
| 19 luglio | Tri-State Championships 1902 Cincinnati, USA Singolare - Doppio                 | Raymond Little 3-6 6-8 6-4 6-1 6-2                         | Kreigh Collins                             |               |                     |
| 19 luglio | Tri-State Championships 1902 Cincinnati, USA Singolare - Doppio                 | Nat C. Emerson Ernest Diehl 3-6 4-6 7-5 6-4 6-3            | Royal Miller Lincoln Mitchell              |               |                     |
| 19 luglio | Western Championships 1902 Cincinnati, USA Singolare - Doppio                   | Kreigh Collins 7-5 7-5 2-6 3-6 6-3                         | Raymond Little                             |               |                     |
| 19 luglio | Western Championships 1902 Cincinnati, USA Singolare - Doppio                   | Kreigh Collins Louis Harold Waidner 6-1 6-0 6-2            | Frederick Beasley Alexander Raymond Little |               |                     |
| 26 luglio | Midland Counties Championships 1902 Edgbaston, Gran Bretagna Singolare - Doppio | Sydney Howard Smith 8-6 6-3 6-4                            | Frank Riseley                              |               |                     |
| 26 luglio | Midland Counties Championships 1902 Edgbaston, Gran Bretagna Singolare - Doppio |                                                            |                                            |               |                     |

### Agosto
| Settimana | Torneo                                                                          | Vincitore                                       | Finalista                          | Semifinalisti | Eliminati ai quarti |
| --------- | ------------------------------------------------------------------------------- | ----------------------------------------------- | ---------------------------------- | ------------- | ------------------- |
| agosto    | German Championships 1902 Amburgo, Germania Singolare - Doppio                  | Max Décugis 4-6 2-6 7-5 7-5 5-0 ritiro          | John Mason Flavelle                |               |                     |
| agosto    | German Championships 1902 Amburgo, Germania Singolare - Doppio                  | Max Décugis Maurice Germot                      |                                    |               |                     |
| agosto    | Torneo di Ostenda 1902 Ostenda, Belgio Singolare - Doppio                       | Josiah Ritchie 6-2 9-7 2-6 6-3                  | Charles Percy Dixon                |               |                     |
| agosto    | Torneo di Ostenda 1902 Ostenda, Belgio Singolare - Doppio                       |                                                 |                                    |               |                     |
| 2 agosto  | Northumberland Championships 1902 Newcastle, Gran Bretagna Singolare - Doppio   | Sydney Howard Smith 6-2 6-3 6-3                 | George Courtenay Ball Greene       |               |                     |
| 2 agosto  | Northumberland Championships 1902 Newcastle, Gran Bretagna Singolare - Doppio   |                                                 |                                    |               |                     |
| 2 agosto  | Longwood Bowl 1902 Boston, USA Singolare - Doppio                               | William Jackson Clothier 6-3 3-6 6-2 7-5        | William Larned                     |               |                     |
| 2 agosto  | Longwood Bowl 1902 Boston, USA Singolare - Doppio                               |                                                 |                                    |               |                     |
| 2 agosto  | Northwestern Championships 1902 Minnetonka, USA Singolare - Doppio              | Raymond Little 6-2 6-3 6-4                      | Reuben Gay Hunt                    |               |                     |
| 2 agosto  | Northwestern Championships 1902 Minnetonka, USA Singolare - Doppio              | Raymond Little Louis Harold Waidner 6-4 6-3 6-2 | H. Belden Trafford Jayne           |               |                     |
| 4 agosto  | Southern California Championships 1902 Santa Monica, USA Singolare - Doppio     | Louis Ransome Freeman 6-2 6-4 6-1               | Alphonzo Bell                      |               |                     |
| 4 agosto  | Southern California Championships 1902 Santa Monica, USA Singolare - Doppio     | Britton Louis Ransome Freeman 6-2 6-3 6-4       | Alphonzo Bell Braly                |               |                     |
| 8 agosto  | Suffolk Championships 1902 Saxmundham, Gran Bretagna Singolare - Doppio         | Herbert Roper Barrett 6-2 6-3 4-6 8-6           | Charles Percy Dixon                |               |                     |
| 8 agosto  | Suffolk Championships 1902 Saxmundham, Gran Bretagna Singolare - Doppio         |                                                 |                                    |               |                     |
| 9 agosto  | Scottish Championships 1902 Moffat, Gran Bretagna Singolare - Doppio            | Frank Riseley 6-3 6-1 6-1                       | Charles Richard Delabere Pritchett |               |                     |
| 9 agosto  | Scottish Championships 1902 Moffat, Gran Bretagna Singolare - Doppio            |                                                 |                                    |               |                     |
| 9 agosto  | Essex Championships 1902 Colchester, Gran Bretagna Singolare - Doppio           | Herbert Roper Barrett 6-3 6-1                   | Harry Alabaster Parker             |               |                     |
| 9 agosto  | Essex Championships 1902 Colchester, Gran Bretagna Singolare - Doppio           |                                                 |                                    |               |                     |
| 16 agosto | Derbyshire Championships 1902 Buxton, Gran Bretagna Singolare - Doppio          | George Hillyard 2-6 6-3 6-8 6-3 6-2             | George Courtenay Ball Greene       |               |                     |
| 16 agosto | Derbyshire Championships 1902 Buxton, Gran Bretagna Singolare - Doppio          |                                                 |                                    |               |                     |
| 16 agosto | East of England Championships 1902 Felixstowe, Gran Bretagna Singolare - Doppio | Herbert Roper Barrett 6-3 6-3 6-4               | Charles Osborne Smeathman Hatton   |               |                     |
| 16 agosto | East of England Championships 1902 Felixstowe, Gran Bretagna Singolare - Doppio |                                                 |                                    |               |                     |
| 23 agosto | Queensland Championships 1902 Brisbane, Australia Singolare - Doppio            | Harold Berkeley Rowlands 6-4 4-6 7-5 6-2        | Edwin Wesley Howard Fowles         |               |                     |
| 23 agosto | Queensland Championships 1902 Brisbane, Australia Singolare - Doppio            |                                                 |                                    |               |                     |
| 24 agosto | Homburg Cup 1902 Bad Homburg vor der Höhe, Germania Singolare - Doppio          | Josiah Ritchie 6-3 6-1 6-5                      | Frederick William Payn             |               |                     |
| 24 agosto | Homburg Cup 1902 Bad Homburg vor der Höhe, Germania Singolare - Doppio          |                                                 |                                    |               |                     |
| 27 agosto | U.S. National Championships 1902 Newport, USA Singolare - Doppio                | William Larned 4-6 6-2 6-4 8-6                  | Reginald Doherty                   |               |                     |
| 27 agosto | U.S. National Championships 1902 Newport, USA Singolare - Doppio                | Reginald Doherty Laurie Doherty 11-9 12-10 6-4  | Holcombe Ward Dwight Davis         |               |                     |
| 30 agosto | Torneo di Carlisle 1902 Carlisle, Gran Bretagna Singolare - Doppio              | Harold Issidro Tower Aitken 6-4 6-4             | B.D. Gibson                        |               |                     |
| 30 agosto | Torneo di Carlisle 1902 Carlisle, Gran Bretagna Singolare - Doppio              |                                                 |                                    |               |                     |
| 30 agosto | West Sussex Championships 1902 Chichester, Gran Bretagna Singolare - Doppio     | Edward Yatman 7-5 3-6 6-2 7-5                   | Alexander Frederick Fellowes       |               |                     |
| 30 agosto | West Sussex Championships 1902 Chichester, Gran Bretagna Singolare - Doppio     |                                                 |                                    |               |                     |
| 31 agosto | Cinque Ports Championships 1902 Folkestone, Gran Bretagna Singolare - Doppio    | George Greville 6-1 3-6 6-2 6-0                 | Philip Thomas Oyler                |               |                     |
| 31 agosto | Cinque Ports Championships 1902 Folkestone, Gran Bretagna Singolare - Doppio    |                                                 |                                    |               |                     |

### Settembre
| Settimana    | Torneo                                                                             | Vincitore                                               | Finalista                         | Semifinalisti | Eliminati ai quarti |
| ------------ | ---------------------------------------------------------------------------------- | ------------------------------------------------------- | --------------------------------- | ------------- | ------------------- |
| 6 settembre  | Pacific Coast Championships 1902 Berkeley, USA Singolare - Doppio                  | Louis Ransome Freeman 6-4 6-4 6-3                       | William Collier                   |               |                     |
| 6 settembre  | Pacific Coast Championships 1902 Berkeley, USA Singolare - Doppio                  | Lewis Ransome Freeman Alphonzo Bell 7-5 6-4 2-6 3-6 6-1 | Smith McGavin                     |               |                     |
| 6 settembre  | Torneo di Dinard 1902 Dinard, Francia Singolare - Doppio                           | Reginald Arthur Villiers Forbes 0-6 6-4 3-6 6-4 6-2     | Arnold Herschell                  |               |                     |
| 6 settembre  | Torneo di Dinard 1902 Dinard, Francia Singolare - Doppio                           |                                                         |                                   |               |                     |
| 6 settembre  | Sussex Championships 1902 Brighton, Gran Bretagna Singolare - Doppio               | Sydney Howard Smith 5-7 6-4 2-6 6-4 ritiro              | Frank Riseley                     |               |                     |
| 6 settembre  | Sussex Championships 1902 Brighton, Gran Bretagna Singolare - Doppio               |                                                         |                                   |               |                     |
| 7 settembre  | Torneo di Boulogne 1902 Boulogne, Francia Singolare - Doppio                       | J.B. Ward 4-6 8-6 8-6 5-7 6-3                           | Edward Lyell Bristow              |               |                     |
| 7 settembre  | Torneo di Boulogne 1902 Boulogne, Francia Singolare - Doppio                       |                                                         |                                   |               |                     |
| 13 settembre | South of England Championships 1902 Eastbourne, Gran Bretagna Singolare - Doppio   | Sydney Howard Smith 6-1 3-6 7-5 6-4                     | Clement Haughton Langston Cazalet |               |                     |
| 13 settembre | South of England Championships 1902 Eastbourne, Gran Bretagna Singolare - Doppio   |                                                         |                                   |               |                     |
| 20 settembre | Welsh Covered Court Championships 1902 Craigside, Gran Bretagna Singolare - Doppio | George Aristides Caridia 6-2 6-3 6-1                    | Robert Baldwin Hough              |               |                     |
| 20 settembre | Welsh Covered Court Championships 1902 Craigside, Gran Bretagna Singolare - Doppio |                                                         |                                   |               |                     |
| 21 settembre | New South Wales Championships 1902 Sydney, Australia Singolare - Doppio            | Wilberforce Eaves 6-0 7-5 1-6 6-2                       | August Kearney                    |               |                     |
| 21 settembre | New South Wales Championships 1902 Sydney, Australia Singolare - Doppio            |                                                         |                                   |               |                     |

### Ottobre
| Settimana  | Torneo                                                                    | Vincitore                                          | Finalista        | Semifinalisti | Eliminati ai quarti |
| ---------- | ------------------------------------------------------------------------- | -------------------------------------------------- | ---------------- | ------------- | ------------------- |
| 4 ottobre  | Europe Championships 1902 Londra, Gran Bretagna Erba Singolare - Doppio   | Laurence Doherty 4-6 6-4 6-3 6-1                   | Harold Mahony    |               |                     |
| 4 ottobre  | Europe Championships 1902 Londra, Gran Bretagna Erba Singolare - Doppio   |                                                    |                  |               |                     |
| 12 ottobre | Western Australian Championships 1902 Perth, Australia Singolare - Doppio | Louis George Humblestone Saxon 3-6 1-6 6-3 7-5 6-1 | John D. Crammond |               |                     |
| 12 ottobre | Western Australian Championships 1902 Perth, Australia Singolare - Doppio |                                                    |                  |               |                     |

### Novembre
| Settimana   | Torneo                                                                    | Vincitore                      | Finalista                 | Semifinalisti | Eliminati ai quarti |
| ----------- | ------------------------------------------------------------------------- | ------------------------------ | ------------------------- | ------------- | ------------------- |
| 23 novembre | Victorian Championships 1902 Melbourne, Australia Singolare - Doppio      | Norman Brookes 1-6 6-4 6-2 7-5 | Alfred Wallace Dunlop     |               |                     |
| 23 novembre | Victorian Championships 1902 Melbourne, Australia Singolare - Doppio      |                                |                           |               |                     |
| 23 novembre | Metropolitan Championships 1902 Strathfield, Australia Singolare - Doppio | Horace Rice                    | non conosciuta (bandiera) |               |                     |
| 23 novembre | Metropolitan Championships 1902 Strathfield, Australia Singolare - Doppio |                                |                           |               |                     |

### Dicembre
Nessun evento

### Senza data
| Settimana                                         | Torneo                                                                             | Vincitore                                     | Finalista                 | Semifinalisti | Eliminati ai quarti |
| ------------------------------------------------- | ---------------------------------------------------------------------------------- | --------------------------------------------- | ------------------------- | ------------- | ------------------- |
|                                                   | Torneo di Redhill 1902 Redhill, Gran Bretagna Singolare - Doppio                   | Sydney H. Adams                               | non conosciuta (bandiera) |               |                     |
|                                                   | Torneo di Redhill 1902 Redhill, Gran Bretagna Singolare - Doppio                   |                                               |                           |               |                     |
|                                                   | Mid-Kent Championships 1902 Maidstone, Gran Bretagna Singolare - Doppio            | Cyril Gladstone Eames                         | non conosciuta (bandiera) |               |                     |
|                                                   | Mid-Kent Championships 1902 Maidstone, Gran Bretagna Singolare - Doppio            |                                               |                           |               |                     |
|                                                   | Torneo di Les Avants 1902 Les Avants, Svizzera Singolare - Doppio                  | Frederick Nevill Jourdain 6-2 3-6 6-2 0-6 6-4 | J. Letord                 |               |                     |
|                                                   | Torneo di Les Avants 1902 Les Avants, Svizzera Singolare - Doppio                  |                                               |                           |               |                     |
|                                                   | Torneo di Ilkley 1902 Ilkley, Gran Bretagna Singolare - Doppio                     | John Mycroft Boucher                          | non conosciuta (bandiera) |               |                     |
|                                                   | Torneo di Ilkley 1902 Ilkley, Gran Bretagna Singolare - Doppio                     |                                               |                           |               |                     |
|                                                   | Torneo di Conishead Priory 1902 Conishead Priory, Gran Bretagna Singolare - Doppio | E. Watson                                     | non conosciuta (bandiera) |               |                     |
|                                                   | Torneo di Conishead Priory 1902 Conishead Priory, Gran Bretagna Singolare - Doppio |                                               |                           |               |                     |
|                                                   | Hampshire Championships 1902 Bournemouth, Gran Bretagna Singolare - Doppio         | Charles Henry Ridding                         | non conosciuta (bandiera) |               |                     |
|                                                   | Hampshire Championships 1902 Bournemouth, Gran Bretagna Singolare - Doppio         |                                               |                           |               |                     |
|                                                   | Lincolnshire Championships 1902 Spilsby, Gran Bretagna Singolare - Doppio          | Gordon Stuart Sladen                          | non conosciuta (bandiera) |               |                     |
|                                                   | Lincolnshire Championships 1902 Spilsby, Gran Bretagna Singolare - Doppio          |                                               |                           |               |                     |
|                                                   | National Collegiate Championships 1902 Haverford, USA Singolare - Doppio           | William Jackson Clothier                      | non conosciuta (bandiera) |               |                     |
|                                                   | National Collegiate Championships 1902 Haverford, USA Singolare - Doppio           |                                               |                           |               |                     |
|                                                   | New Zealand Championships 1902 Wellington, Nuova Zelanda Singolare - Doppio        | Harry Alabaster Parker                        | non conosciuta (bandiera) |               |                     |
| John Campbell Peacock Francis Marion Bates Fisher | New Zealand Championships 1902 Wellington, Nuova Zelanda Singolare - Doppio        |                                               |                           |               |                     |
|                                                   | Nice Lawn Tennis Club Championships 1902 Nizza, Francia Singolare - Doppio         | Edward R. Allen                               | non conosciuta (bandiera) |               |                     |
|                                                   | Nice Lawn Tennis Club Championships 1902 Nizza, Francia Singolare - Doppio         |                                               |                           |               |                     |
|                                                   | North London Championships 1902 Londra, Gran Bretagna Singolare - Doppio           | Herbert Roper Barrett                         | non conosciuta (bandiera) |               |                     |
|                                                   | North London Championships 1902 Londra, Gran Bretagna Singolare - Doppio           |                                               |                           |               |                     |
|                                                   | North of England Championships 1902 Scarborough, Gran Bretagna Singolare - Doppio  | Ernest D. Black                               | non conosciuta (bandiera) |               |                     |
|                                                   | North of England Championships 1902 Scarborough, Gran Bretagna Singolare - Doppio  |                                               |                           |               |                     |
|                                                   | Swiss International Championships 1902 Zurigo, Svizzera Singolare - Doppio         | Georges Patry                                 | non conosciuta (bandiera) |               |                     |
|                                                   | Swiss International Championships 1902 Zurigo, Svizzera Singolare - Doppio         |                                               |                           |               |                     |